# Nicholas Gioacchini
Nicholas Gioacchini (Kansas City, 2000. július 25. –) amerikai válogatott labdarúgó, az Asztérasz Trípolisz játékosa.

## Pályafutása

### Klubcsapatokban
Gioacchini a Missouri állambeli Kansas City városában született. Az ifjúsági pályafutását a francia Paris akadémiájánál kezdte.
2019-ben mutatkozott be a Caen másodosztályban szereplő felnőtt keretében. A 2021–22-es szezonban az első osztályú Montpellier csapatát erősítette kölcsönben. 2022-ben az észak-amerikai első osztályban érdekelt Orlando City-hez igazolt. 2022. július 31-én, a DC United ellen 2–1-re elvesztett bajnokin debütált. 2022. november 11-én kétéves szerződést kötött az újonnan alakult St. Louis City együttesével. Először a 2023. február 26-ai, Austin ellen 3–2-re megnyert mérkőzés 59. percében, Rasmus Alm cseréjeként lépett pályára. Első gólját 2023. március 19-én, a San Jose Earthquakes ellen hazai pályán 3–0-ás győzelemmel zárult találkozón szerezte meg. 2024 januárjában az olasz másodosztályban szereplő Como szerződtette. A csapattal még abban a szezonban feljutottak az első osztályba. 2024. augusztus 14-én kölcsönjátékosként visszatért Amerikába, a Cincinnatihoz. 2025. január 26-án a görög Asztérasz Trípolisz szerződtette.

### A válogatottban
Gioacchini 2020-ban debütált az amerikai válogatottban. Először a 2020. november 12-ei, Wales ellen 0–0-ás döntetlennel zárult mérkőzés 80. percében, Yunus Musahot váltva lépett pályára. Első válogatott góljait 2020. november 16-án, Panama ellen 6–2-re megnyert barátságos mérkőzésen szerezte meg.

## Statisztikák
2024. április 27. szerint
| Klub                     | Szezon   | Osztály  | Bajnokság | Bajnokság | Kupa  | Kupa | Nemzetközi | Nemzetközi | Összesen | Összesen |
| Klub                     | Szezon   | Osztály  | Meccs     | Gól       | Meccs | Gól  | Meccs      | Gól        | Meccs    | Gól      |
| ------------------------ | -------- | -------- | --------- | --------- | ----- | ---- | ---------- | ---------- | -------- | -------- |
| Caen                     | 2019–20  | Ligue 2  | 16        | 2         | 2     | 2    | —          | —          | 18       | 4        |
| Caen                     | 2020–21  | Ligue 2  | 30        | 4         | 2     | 1    | —          | —          | 32       | 5        |
| Caen                     | 2021–22  | Ligue 2  | 3         | 0         | 0     | 0    | —          | —          | 3        | 0        |
| Montpellier (kölcsönben) | 2021–22  | Ligue 1  | 28        | 0         | 3     | 0    | —          | —          | 31       | 0        |
| Orlando City             | 2022     | MLS      | 6         | 0         | 1     | 0    | —          | —          | 7        | 0        |
| St. Louis City           | 2023     | MLS      | 34        | 10        | 1     | 0    | 2          | 0          | 37       | 10       |
| Como                     | 2023–24  | Serie B  | 9         | 0         | 0     | 0    | —          | —          | 9        | 0        |
| Összesen                 | Összesen | Összesen | 126       | 16        | 9     | 3    | 2          | 0          | 137      | 19       |

### A válogatottban
| Válogatott       | Év       | Pályára lépés | Gól |
| ---------------- | -------- | ------------- | --- |
| Egyesült Államok | 2020     | 2             | 2   |
| Egyesült Államok | 2021     | 6             | 1   |
| Összesen         | Összesen | 8             | 3   |

#### Góljai a válogatottban
| # | Időpont            | Helyszín                                                      | Ellenfél   | Gólok | Eredmény | Kiírás                     |
| - | ------------------ | ------------------------------------------------------------- | ---------- | ----- | -------- | -------------------------- |
| 1 | 2020. november 16. | Stadion Wiener Neustadt, Bécsújhely, Ausztria                 | Panama     | 2–1   | 6–2      | Barátságos mérkőzés        |
| 2 | 2020. november 16. | Stadion Wiener Neustadt, Bécsújhely, Ausztria                 | Panama     | 3–1   | 6–2      | Barátságos mérkőzés        |
| 3 | 2021. július 15.   | Children's Mercy Park, Kansas City, Amerikai Egyesült Államok | Martinique | 6–1   | 6–1      | 2021-es CONCACAF-aranykupa |

## Sikerei, díjai
Orlando City
- US Open Cup
  - Győztes (1): 2022

Como
- Serie B
  - Feljutó (1): 2023–24

Amerikai válogatott
- CONCACAF-aranykupa
  - Győztes (1): 2021